# Sant Joan Evangelista (Santo Domingo el Antiguo)
Sant Joan Evangelista és una obra d'El Greco, realitzada entre 1577 i 1579 efectuada durant el seu primer període toledà. La seva estructura i estil fa inevitable l'evocació a Tizià i a Miquel Àngel. També podria dir-se que anticipa el tenebrisme. Es conserva a l'església de Santo Domingo el Antiguo de Toledo.
Consta amb el número 6 en el catàleg raonat d'obres d'El Greco, realitzat per Harold Wethey.

## Temàtica de l'obra
J. Camón Aznar va suggerir que aquesta imatge era la de Sant Pau apóstol, però això no té lógica perquè en la iconografía d'aquest personatge apareix sempre amb una espasa, i aquest no és el cas d'aquest quadre. És evident que no es tracta de Joan Baptista, i en un dibuix preparatori Sant Joan Evangelista (Biblioteca Nacional) apareix un águila, distintiu d'aquest sant. La seva presència a aquest retaule pot ser interpretada com una al·lusió a la Immaculada. Aquest pot ser el motiu pel qual El Greco el va representar vell, perquè va ser en una edat avançada quan va tenir aquesta visió a Patmos.

## Anàlisi de l'obra
Oli sobre llenç; 212 × 78 cm.; Santo Domingo el Antiguo, Toledo.
És una obra que té gran influència de l'art italià, especialment de Miquel Àngel, a qui El Greco havia estudiat. També, ha arribat a comparar-se aquesta obra amb el Moisès a San Pietro in Vincoli.
Sant Joan Evangelista, vestit amb una túnica blava i una vestimenta rosa, destaca sobre un fons obscur. La manera que empra el pintor per a representar el sant no és gaire habitual, perquè apareix com un ancià. El Greco centra la composició en el rostre de l'evangelista. Les seves mans exhibeixen delicadesa i espiritualitat, dos dels trets més comuns de l'obra de l'autor. Cal remarcar que l'águila, distintiu d'aquest sant, apareix a la part superior esquerra, justament sobre l'espatlla del Sant, però que és gairebé imperceptible degut a l'enfosquiment i al mal estat d'aquest llenç.

## Situació dins el conjunt
- Continua situat en el Retaule Major, al carrer lateral dret de la predel·la.